# Teme Sejko
Teme Sejko, född 25 augusti 1922, död 31 maj 1961, var befälhavande amiral över den albanska flottan.
Sejko föddes i en godsägarfamilj i den sydligaste delen av landet. Under andra världskriget deltog han i den så kallade antifascistiska motståndsrörelsen och var med att grunda en bataljon om 500 man. Efter krigets slut tillhörde han toppskiktet i den albanska armén. Vid Albaniens spända förhållande till Jugoslavien skickade han i väg spioner för att infiltrera jugoslavisk politik. På hemmaplan blev han emellertid anklagad för planerna att genomföra en statskupp mot Enver Hoxha. Han dömdes till döden och avrättades.